# Comuna de Dębnica Kaszubska
Dębnica Kaszubska (polaco: Gmina Dębnica Kaszubska) é uma gminy (comuna) na Polónia, na voivodia de Pomerânia e no condado de Słupski. A sede do condado é a cidade de Dębnica Kaszubska.
De acordo com os censos de 2005, a comuna tem 9611 habitantes, com uma densidade 32,0 hab/km².

## Área
Estende-se por uma área de 300,02 km², incluindo:
- área agricola: 43%
- área florestal: 48%

## Demografia
Dados de 30 de Junho 2004:
|                      | Total   | Total | Mulheres | Mulheres | Homens  | Homens |
| -------------------- | ------- | ----- | -------- | -------- | ------- | ------ |
|                      | pessoas | %     | pessoas  | %        | pessoas | %      |
| População            | 9611    | 100   | 4690     | 49,8     | 4721    | 50,2   |
| Densidade (pop./km²) | 32,0    | 100   | 15,9     | 15,9     | 16,0    | 16,0   |

De acordo com dados de 2002, o rendimento médio per capita ascendia a 1338,26 zł.

## Comunas vizinhas
- Comuna de Borzytuchom, Comuna de Czarna Dąbrówka, Comuna de Damnica, Comuna de Kobylnica, Comuna de Kołczygłowy, Comuna de Potęgowo, Redzikowo, Comuna de Trzebielino.